# ÷ (album)
÷ (phát âm là divide, nghĩa là "dấu chia") là album phòng thu thứ ba của ca sĩ kiêm nhạc sĩ người Anh Ed Sheeran. Album được phát hành vào ngày 3 tháng 3 năm 2017 thông qua Asylum Records và Atlantic Records. "Castle on the Hill" và "Shape of You" được phát hành dưới dạng các đĩa đơn chính vào ngày 6 tháng 1 năm 2017.
Album ra mắt ở vị trí đầu bảng xếp hạng Anh quốc với doanh số 672.000 bản trong tuần đầu, trở thành album bán nhanh nhất của nghệ sĩ nam tại đây và có doanh số tuần đầu cao thứ ba sau 25 của Adele và Be Here Now của Oasis. Ngoài ra, album còn đứng đầu bảng xếp hạng ở 14 nước, trong đó có Mỹ, Canada và Úc. Tất cả các bài hát trong album đều lọt vào top 20 của UK Singles Chart trong tuần đầu nhờ lượng stream cao. Sự lấn lướt của các bài hát trong ÷ trên UK dẫn tới việc kêu gọi thay đổi cách tính bảng xếp hạng đĩa đơn, buộc Official Charts Company phải giới hạn số track trong top 100 xuống còn ba track, cũng như áp dụng tỉ lệ mới cho lượt nghe/lượt tải cho các bài hát cũ.

## Bối cảnh
Vào ngày 13 tháng 12 năm 2015, Sheeran tuyên bố tạm thời rời xa mạng xã hội vì cảm thấy bản thân "nhìn thế giới qua màn hình chứ không phải đôi mắt của mình".. Sheeran cũng xác nhận rằng một phần quãng thời gian ấy sẽ được dùng để sản xuất album thứ ba, album mà anh coi là "điều tuyệt nhất mà tôi từng làm cho đến nay". Đúng một năm sau lời tuyên bố trên, vào ngày 13 tháng 12 năm 2016, nhiều trang mạng xã hội của Sheeran đã đăng lên một hình vuông có nền xanh da trời để khẳng định sự trở lại sắp tới.. Vào ngày 1 tháng 1 năm 2017, Sheeran chính thức trở lại bằng việc thông báo rằng "nhạc mới" sẽ được phát hành vào ngày 6 tháng 1 năm 2017.. Vào ngày 12 tháng 1 năm 2017, Sheeran tiết lộ danh sách bài hát và ngày phát hành của album.

## Đĩa đơn
"Shape of You" và "Castle on the Hill", hai đĩa đơn mở đầu của album, được phát hành vào ngày 6 tháng 1 năm 2017. Sheeran quảng bá hai bài hát trên các trang mạng xã hội trong một tuần trước khi hai đĩa đơn được phát hành, đăng lên đoạn trích phần nhạc và lời mở đầu của từng bài hát.
"Galway Girl" được công bố là đĩa đơn thứ ba trên tài khoản Twitter của Sheeran vào ngày 17 tháng 3 năm 2017.

### Đĩa đơn quảng bá
"How Would You Feel (Paean)" được phát hành vào ngày 17 tháng 2 năm 2017 dưới dạng đĩa đơn quảng bá.
Một phiên bản acoustic của "Eraser" xuất hiện trên kênh YouTube của SB.TV vào 28 tháng 2 năm 2017.

## Đánh giá chuyên môn
| Đánh giá chuyên môn  | Đánh giá chuyên môn |
| Điểm trung bình      | Điểm trung bình     |
| Nguồn                | Đánh giá            |
| -------------------- | ------------------- |
| Metacritic           | 62/100              |
| Nguồn đánh giá       |                     |
| Nguồn                | Đánh giá            |
| AllMusic             | [ 1 ]               |
| Consequence of Sound | C-                  |
| Daily Express        | [ 17 ]              |
| The Daily Telegraph  | [ 18 ]              |
| Entertainment Weekly | B-                  |
| The Guardian         | [ 20 ]              |
| The Independent      | [ 21 ]              |
| NME                  | [ 22 ]              |
| Pitchfork            | 2.8/10              |
| Rolling Stone        | [ 24 ]              |

÷ đã được đánh giá 62 điểm từ Metacritic dựa trên 17 bài đánh giá, cho thấy "những đánh giá thuận lợi". Martin Townsend của tờ Daily Express đã đưa ra một đánh giá năm sao tích cực, gọi đó là "bộ sưu tập mạnh mẽ nhất của Ed" và "một bản thu âm huyền diệu và rực rỡ" và cũng nói rằng "Ed đã làm được điều khó khăn nhất trong nhạc pop, anh đã viết và trình diễn những bài hát liên quan đến cuộc sống thực tại trong thị trấn nhỏ, nhưng đã động đến trái tim của đám đông". Maura Johnston của Rolling Stone đưa ra một bài bình luận bốn sao, bình luận rằng "Ed vẫn cho thấy sự hiểu biết của nhạc pop về Divide " và anh cho biết thêm rằng anh đã "có sự pha trộn giữa sự dũng cảm của hip-hop và bài viết sáng tác hàng ngày, giúp anh thoát khỏi sự thay đổi của thập niên". Roisin O'Connor của The Independent cũng cho album một đánh giá 4 sao, khẳng định rằng "[album] dựa vào những tài năng của Sheeran" và rằng "đáng kinh ngạc vì tham vọng nhẹ nhàng của anh ấy". Jordan Bassett của NME mô tả album là "một bộ sưu tập, bằng cách nào đó, tuân thủ mẫu nhạc pop hoàn hảo của anh ấy... trong khi cũng lặng lẽ kỳ lạ", và rằng album "dễ chịu", "đảm bảo nhưng khiêm tốn và đôi khi khó để hiểu được". Mark Kennedy của Associated Press, sau khi bình luận về những "nhầm lẫn" của album, nói rằng album "chắc chắn sẽ thêm người nghe, trừ một vài sự mệt mỏi của sự không thống nhất của anh, nhưng chắc chắn nó sẽ làm tăng tài khoản ngân hàng của anh ấy" và cuối cùng gọi Sheeran là "một tài năng đặc biệt.
Một số nhận xét thì lại mang ý kiến trái chiều; Harriet Gibsone của The Guardian đã cho album xếp hạng hai trên năm một cách tiêu cực, gọi nó "không kém phần tính toán hơn những người bạn của anh ở mức đỉnh cao của ngôi sao nhạc pop". Trong một đánh giá tiêu cực 2,8 trên 10, Laura Snapes của Pitchfork đã nói: "xem anh [Sheeran] là một trong những nhà soạn nhạc thành công nhất trên thế giới, rất nhiều lời bài hát của anh thậm chí không cần kiểm tra nhịp điệu." Trong một bài đánh giá tiêu cực, viết cho Drowned in Sound, David Hillier đã cho ÷ đánh giá 3/10, gọi nó là "album nhạt nhẽo nhất có thể".

## Diễn biến thương mại
Album bán được 232.000 bản đĩa cứng và kĩ thuật số ở Vương quốc Anh chỉ trong ngày đầu tiên phát hành (không tính stream), hơn cả doanh số của album x của chính Ed Sheeran trong tuần đầu tiên. Trong ba ngày, album tiếp tục gia tăng doanh số và bán ra trên 432.000 bản, qua đó đứng đầu UK Albums Chart trong chỉ ba ngày đầu phát hành. Có 63% album bán ra là đĩa cứng, 31% là kỹ thuật số và 6% là stream quy đổi. Album bán ra tổng cộng 672.000 tại Anh trong tuần đầu tiên, trở thành album bán ra nhanh nhất tại Anh của một nghệ sĩ nam và cao thứ ba sau 25 của Adele (800.307 bản trong tuần đầu) và Be Here Now của Oasis (696.000 bản). Trong tuần lễ mở màn của ÷, cả ba album của Sheeran đều có mặt trong top 5 ở Anh. Album cũng phá kỷ lục về số bài hát top 10 trong một album trên UK Singles Chart (9 bài), phá kỷ lục trước đó của Calvin Harris. Cả 16 bài hát trong album đều lọt vào top 20. Album đạt doanh thu một triệu bản tại Anh chỉ trong có 16 ngày. Tính tới tháng 4 năm 2017, album bán ra 1,3 triệu bản tại Anh.
Số lượng lớn bài hát trong album có trên UK Singles Chart khiến người ta kêu gọi xem xét lại cách tính bảng xếp hạng. Để giải quyết mâu thuẫn này đồng thời tạo cơ hội cho các nghệ sĩ mới, Official Charts Company ra luật mới: số lượng bài hát trong top 100 của một nghệ sĩ hát chính là 3, có hiệu lực từ 7 tháng 7 năm 2017. Công ty cũng thay đổi tỉ lệ quy đổi streams-to-sales đối với các bài hát cũ có doanh thu giảm trong ba tuần liên tiếp hoặc bất cứ bài hát nào có mặt trên bảng xếp hạng được 10 tuần, qua đó nhanh chóng loại bỏ các bài hát đó khỏi bảng xếp hạng.
÷ ra mắt ở vị trí quán quân trên Billboard 200 với 451.000 bản, trong đó 322.000 là doanh thu thuần. Tổng cộng các bài hát thu về 134,6 triệu lượt stream tại Hoa Kỳ trong tuần đầu tiên. Mười bài hát trong album cũng có mặt trên Hot 100 trong tuần lễ album được phát hành. Trong tuần thứ hai album vẫn giữ vị trí quán quân Billboard 200 với 180.000 bản, qua đó đạt chứng nhận vàng từ RIAA vào ngày 22 tháng 3 năm 2017. Tính tới 4 tháng 7 năm 2017, ÷ là album bán chạy nhất tại Hoa Kỳ năm 2017 với 743.000 bản được tiêu thụ.
Trong ngày đầu phát hành album, tổng lượt nghe các bài hát trên Spotify đạt 56,73 triệu lượt, phá kỷ lục 29 triệu của album Starboy mà The Weeknd lập vào tháng 11 năm 2016. Tổng cộng trong ngày hôm đó tất cả các bài hát của Ed Sheeran được phát 68,7 triệu lần trên Spotify, trong đó mình ca khúc "Shape of You" đã có 10,12 triệu lượt và cả hai thành tích vừa nêu trên đều là các kỷ lục mới được xác lập trên Spotify. Tuy nhiên cả hai kỷ lục này đồng loạt bị More Life của Drake phá vỡ 16 ngày sau đó.
Tại Ireland, ÷ mở hàng ở vị trí số một, trong khi cả ba album của Ed Sheeran đều lọt vào top 5. Thêm vào đó, cả 16 vị trí đầu tiên của Irish Singles Chart hoàn toàn là các bài hát trong ÷. Tại Úc, album cũng mở hàng ở ngôi số một và nhận ngay chứng nhận Bạch kim đôi trong tuần đầu tiên với 97.014 bản. Sheeran cũng lập kỷ lục với 18 bài hát trong top 40 tại Úc trong cùng một tuần
— 16 trong đó thuộc album ÷. Album cũng đứng đầu tại các bảng xếp hạng Bỉ (Flanders), Đức, Ý, Hà Lan, New Zealand và Thụy Điển. Tựu trung lại album debut ở vị trí quán quân tại hơn 14 nước.. Tính đến năm 2019, Album đã bán được 20 triệu bản trên toàn cầu

## Danh sách bài hát
| Phiên bản tiêu chuẩn | Phiên bản tiêu chuẩn             | Phiên bản tiêu chuẩn                                                                                     | Phiên bản tiêu chuẩn          | Phiên bản tiêu chuẩn |
| STT                  | Nhan đề                          | Sáng tác                                                                                                 | Nhà sản xuất                  | Thời lượng           |
| -------------------- | -------------------------------- | --- | ----------------------------- | -------------------- |
| 1.                   | "Eraser"                         | Ed Sheeran Johnny McDaid                                                                                 | McDaid Sheeran [a]            | 3:47                 |
| 2.                   | "Castle on the Hill"             | Sheeran Benjamin Levin                                                                                   | Benny Blanco                  | 4:21                 |
| 3.                   | "Dive"                           | Sheeran Levin Julia Michaels                                                                             | Blanco                        | 3:58                 |
| 4.                   | "Shape of You"                   | Sheeran Steve Mac McDaid Kandi Burruss Tameka "Tiny" Cottle Kevin "She'kspere" Briggs [ 49 ]             | Mac Sheeran [a]               | 3:53                 |
| 5.                   | "Perfect"                        | Sheeran                                                                                                  | Will Hicks Sheeran Blanco [b] | 4:23                 |
| 6.                   | "Galway Girl"                    | Sheeran Amy Wadge Damian McKee Eamon Murray McDaid Liam Bradley Niamh Dunne Sean Graham Foy Vance [ 51 ] | Mike Elizondo                 | 2:50                 |
| 7.                   | "Happier"                        | Sheeran Ryan Tedder Levin [ 52 ]                                                                         | Blanco                        | 3:27                 |
| 8.                   | "New Man"                        | Sheeran Ammar Malik Jessie Ware Levin [ 53 ]                                                             | Blanco                        | 3:09                 |
| 9.                   | "Hearts Don't Break Around Here" | Sheeran McDaid [ 54 ]                                                                                    | Sheeran McDaid                | 4:08                 |
| 10.                  | "What Do I Know?"                | Sheeran McDaid Vance [ 50 ]                                                                              | McDaid Sheeran                | 3:57                 |
| 11.                  | "How Would You Feel (Paean)"     | Sheeran                                                                                                  | Sheeran                       | 4:40                 |
| 12.                  | "Supermarket Flowers"            | Sheeran McDaid Levin [ 55 ]                                                                              | Blanco McDaid Sheeran [a]     | 3:41                 |
| Tổng thời lượng:     | Tổng thời lượng:                 | Tổng thời lượng:                                                                                         | Tổng thời lượng:              | 46:14                |

| Phiên bản đặc biệt | Phiên bản đặc biệt | Phiên bản đặc biệt                                                    | Phiên bản đặc biệt       | Phiên bản đặc biệt |
| STT                | Nhan đề            | Sáng tác                                                              | Nhà sản xuất             | Thời lượng         |
| ------------------ | ------------------ | --------------------------------------------------------------------- | ------------------------ | ------------------ |
| 13.                | "Barcelona"        | Sheeran Wadge Levin Vance McDaid [ 57 ]                               | Blanco Ed Sheeran        | 3:11               |
| 14.                | "Bibia Be Ye Ye"   | Sheeran Levin Joseph Addison Nana Richard Abiona Stephen Woode [ 58 ] | Blanco KillBeatz Sheeran | 2:56               |
| 15.                | "Nancy Mulligan"   | Sheeran Wadge Vance McDaid Murray Cummings Levin [ 59 ]               | Blanco Sheeran           | 2:59               |
| 16.                | "Save Myself"      | Sheeran Wadge Timothy McKenzie [ 60 ]                                 | Labrinth Sheeran         | 4:07               |
| Tổng thời lượng:   | Tổng thời lượng:   | Tổng thời lượng:                                                      | Tổng thời lượng:         | 59:27              |

Ghi chú
- ^[a]  là nhà đồng sản xuất
- ^[b]  là nhà sản xuất phụ
- "Dive" có đoạn solo guitar của Angelo Mysterioso (Eric Clapton)[61]
- "Dive", "Happier", và "New Man" có phần hát bè của Jessie Ware
- "Dive" có phần hát bè của Julia Michaels
- "New Man" có phần hát phụ của Francis Farewell Starlite
- "How Would You Feel (Paean)" có đoạn solo guitar của John Mayer
- "Save Myself" sử dụng string arrangement của Matthew Sheeran,[62] anh trai của Ed Sheeran

## Danh sách người tham gia
Nguồn: AllMusic.
- Leo Abrahams – guitar
- Laurie Anderson – viola
- Graham Archer – engineer
- Brent Arrowood – trợ lý engineer
- Charlotte Audery – chỉ đạo nghệ thuật, thiết kế
- Thomas Bartlett – keyboard, piano
- Fenella Barton – vĩ cầm
- Benny Blanco – sản xuất phụ, giám đốc sản xuất, keyboard, sản xuất, programming, giọng bè
- Leon Bosch – double bass
- Liam Bradley – dương cầm, giọng bè
- Karl Brazil – trống
- Archie Carter – trợ lý engineer
- Nick Cartledge – sáo, piccolo
- Meghan Cassidy – viola
- Travis Cole – giọng bè
- Ben Cook – A&R
- Nick Cooper – cello
- Johnny Costello – chỉ đạo nghệ thuật, thiết kế
- Damian McKee – phong cầm phím, giọng bè
- Mandhira De Saram – vĩ cầm
- Matthew Denton – vĩ cầm
- James Dickenson – vĩ cầm
- Dj Final – scratching
- Alison Dods – vĩ cầm
- Eamon Murray – bodhrán, giọng bè
- Mike Elizondo – programming trống, keyboard, dương cầm, sản xuất, synthesizer bass
- Brian Finnegan – tin whistle
- Michael Freeman – trợ lý mixer
- Duncan Fuller – trợ lý, trợ lý engineer
- Geo Gabriel – giọng bè
- Oscar Golding – bass
- Sean Graham – phong cầm, giọng bè
- Laurence Love Greed – dương cầm
- Charys Green – clarinet
- Peter Gregson – cello, conductor
- Stuart Hawkes – mastering
- Adam Hawkins – engineer
- Wayne Hernandez – giọng bè
- Will Hicks – guitar điện, percussion, sản xuất, programming
- Ed Howard – A&R
- Martyn Jackson – vĩ cầm
- Katherine Jenkinson – cello
- Magnus Johnston – vĩ cầm
- Marije Johnston – vĩ cầm
- Matt Jones – trợ lý
- Simon Hewitt Jones – vĩ cầm
- Patrick Kiernan – vĩ cầm
- Trevor Lawrence Jr. – trống
- Chris Laws – trống, engineer
- Jay Lewis – trống
- Tim Lowe – cello
- Steve Mac – keyboard, producer
- Ammar Malik – giọng bè
- Kirsty Mangan – vĩ cầm
- John Mayer – guitar điện
- Johnny McDaid – guitar, guitar acoustic, keyboard, dương cầm, sản xuất, programming, giọng bè
- Jeremy Morris – vĩ cầm
- L'Angelo Mysterioso – guitar
- Niamh Dunne – fiddle, giọng bè
- George Oulton – trợ lý
- Pino Palladino – bass
- Phillip Peterson – nhạc cụ dây
- Dann Pursey – engineer
- Jan Regulski – vĩ cầm
- Rachel Roberts – viola
- David Rowan – bìa đĩa, chụp ảnh
- Mikey Rowe – keyboard
- Joe Rubel – programming trống, engineer, guitar, guitar điện, synthesizer
- Ben Russell – double bass
- Kotono Sato – viola
- Chris Sclafani – engineer
- Robert Sellens – trợ lý engineer
- Ed Sheeran – bass, body percussion, cello, vẽ bìa đĩa, trống, giám đốc sản xuất, guitar, guitar acoustic, guitar điện, mandolin, nhạc cụ gõ, sản xuất, giọng hát, giọng bè
- Matthew Sheeran – string arrangement
- Hilary Skewes – coordination
- Francis Farewell Starlite – giọng bè
- Mark "Spike" Stent – mixing
- Geoff Swan – trợ lý mixer
- Leo Taylor – trống
- Ryan Tedder – dương cầm
- John Tilley – Hammond organ, piano
- Jessie Ware – giọng bè
- Andy Wells – trợ lý
- Deborah Widdup – vĩ cầm

## Bảng xếp hạng
| Bảng xếp hạng (2017)                     | Vị trí cao nhất |
| ---------------------------------------- | --------------- |
| Album Úc (ARIA)                          | 1               |
| Album Áo (Ö3 Austria)                    | 1               |
| Album Bỉ (Ultratop Vlaanderen)           | 1               |
| Album Bỉ (Ultratop Wallonie)             | 2               |
| Brasil (Billboard Brasil)                | 1               |
| Album Canada (Billboard)                 | 1               |
| Album Quốc tế Croatia (HDU)              | 1               |
| Album Cộng hòa Séc (ČNS IFPI)            | 1               |
| Album Đan Mạch (Hitlisten)               | 1               |
| Album Hà Lan (Album Top 100)             | 1               |
| Album Phần Lan (Suomen virallinen lista) | 1               |
| Album Pháp (SNEP)                        | 1               |
| Album Đức (Offizielle Top 100)           | 1               |
| Album Hy Lạp (IFPI)                      | 5               |
| Album Hungaria (MAHASZ)                  | 1               |
| Album Ireland (IRMA)                     | 1               |
| Album Ý (FIMI)                           | 1               |
| Album Nhật Bản (Oricon)                  | 5               |
| México (AMPROFON)                        | 2               |
| Album New Zealand (RMNZ)                 | 1               |
| Album Na Uy (VG-lista)                   | 1               |
| Album Ba Lan (ZPAV)                      | 1               |
| Album Bồ Đào Nha (AFP)                   | 1               |
| Album Scotland (OCC)                     | 1               |
| Album Tây Ban Nha (PROMUSICAE)           | 1               |
| Album Thụy Điển (Sverigetopplistan)      | 1               |
| Album Thụy Sĩ (Schweizer Hitparade)      | 1               |
| Album Anh Quốc (OCC)                     | 1               |
| Album Hoa Kỳ Billboard 200               | 1               |

## Chứng nhận
| Quốc gia | Chứng nhận  | Số đơn vị/doanh số chứng nhận |
| --- | ----------- | ----------------------------- |
| Úc (ARIA) | 4× Bạch kim | 280.000^                      |
| Áo (IFPI Áo) | Bạch kim    | 15.000‡                       |
| Bỉ (BEA) | Bạch kim    | 20.000*                       |
| Canada (Music Canada) | Bạch kim    | 80.000‡                       |
| Đan Mạch (IFPI Đan Mạch) | 3× Bạch kim | 60.000‡                       |
| Pháp (SNEP) | 2× Bạch kim | 200.000‡                      |
| Đức (BVMI) | 2× Bạch kim | 400.000‡                      |
| Hungary (Mahasz) | 2× Bạch kim | 12.000^                       |
| Ý (FIMI) | Bạch kim    | 50.000*                       |
| México (AMPROFON) | Vàng        | 30.000^                       |
| New Zealand (RMNZ) | 4× Bạch kim | 60.000^                       |
| Ba Lan (ZPAV) | Bạch kim    | 20.000‡                       |
| Tây Ban Nha (PROMUSICAE) | Vàng        | 20.000‡                       |
| Thụy Điển (GLF) | 2× Bạch kim | 80.000‡                       |
| Anh Quốc (BPI) | 6× Bạch kim | 1.800.000‡                    |
| Hoa Kỳ (RIAA) | Bạch kim    | 743.000                       |
| * Chứng nhận dựa theo doanh số tiêu thụ. ^ Chứng nhận dựa theo doanh số nhập hàng. ‡ Chứng nhận dựa theo doanh số tiêu thụ và phát trực tuyến. |             |                               |